# Голубченко Володимир Юхимович
Володимир Юхимович Голубченко  — (7 вересня 1937 р., с. Локня, Сумського району, Сумської області  — 7 жовтня 2018)  — український педагог, краєзнавець, завідувач Лабораторії педагогічного краєзнавства та козацької педагогіки, Член Національної спілки журналістів України, науковий кореспондент Науково-дослідного інституту педагогіки Міністерства освіти України (80-ті  — 90 роки), член Паліцинської академії, громадський діяч.

## Життєпис

### Родина
Народився в козацькій родині Юхима Прокоповича Голубченка 1898 р.н. і Параски Федорівни (до шлюбу Садової) 1908 р.н. Дітей виховували у любові до книги. Володимир Юхимович згадує, що батько все життя купував книги.

### Навчання
До школи пішов у селі Басівка, Сумського району, середню освіту здобув у селі Юнаківка. Після школи два роки працював на Кияницькому цукровому заводі. Поступив до Сумського Педагогічного інституту на філологічний факультет.

### Педагогічна кар'єра
Після закінчення інституту працював завідувачем відділу у редакції Сумської районної газети «Вперед». Саме тут потрапив під вплив стовпів української журналістики  — Геннадія Петрова, Миколи Данька, Петра Носенка, Олександра Слуквіна, Сергія Наталіча. За словами Володимира Юхимовича, найбільше вплинув, з точки зору мови і культури  — Геннадій Петров.
Разом з Петровим здійснює низку культурологічних експедицій: відзначення 1000-ліття Глухову, відзначення річниці П. А. Грабовського, подорож Шевченківськими місцями: Конотоп, Ромни, Глухів, Лебедин. На одній із книжок подарованих Петровим є дарчий підпис Геннадія Терешковича: «Побратиму по подорожах».
Закінчує курси юнкорів при газеті «Ленінська правда».
У цей час Володимир прагне працювати за призначенням — вчителювати, і вчителювати в рідному інституті. Однак за тодішніми правилами, мав спочатку відпрацювати в школі. Йде працювати вчителем і вихователем до Кекинської та Миколаївської шкіл Сумського району.
З 1984 р. і по нині (25 років) працює в університеті. Пройшов наукове стажування в лабораторії Науково-дослідного Інституту педагогіки АПН України. Склав кандидатські екзамени, написав кандидатську дисертацію на тему: «Патріотичне виховання старшокласників у суспільно корисній діяльності сільської школи» (наукові керівники: доктор педагогічних наук В. П. Фарфоровський, кандидат педагогічних наук М. Д. Зубалій).

### Громадська робота
Один із юридичних засновників відновленої Паліцинської академії, заступник голови президії. Член правління Сумської обласної Просвіти.

Обкладинка книги В.Голубченка «Рідна мова — ключ до таємниць душі і здоров'я»

Друкується в республіканських збірниках та журналах: «Рідна школа», «Жовтень», «Україна», «Берегиня», сумських колективних виданнях «Слобожанщина», «Земляки» та ін.

### Творчий доробок
Автор 10 книг та 500 публікацій з історії рідного краю, освіти, науки, культури, мистецтва.
Переможець конкурсних університетських видань: «Словознавці» (1998 р., науково-дослідна робота, як бюджетна тема, виконана в Лабораторії філологічного факультету під керівництвом наукового керівника професора П. П. Охріменка); «Сумщина в історії України» (з грифом Міністерства освіти і науки, 2005 р.; автор проекту науковий керівник авторського колективу, головний редактор, один із авторів посібника для шкіл); автор видання «Добротворець» (2007; про педагогічну і просвітницьку діяльність відомого сумського педагога-письменника О. П. Столбіна).
Відзначений Почесною грамотою Міністерства освіти України, Грамотою Всеукраїнського Товариства «Просвіта» ім. Т. Шевченка, Грамотою Сумського педуніверситету за плідну науково-педагогічну діяльність.
Готується до друку книга: «Освіта Сумщини в іменах»  — висвітлення освітян Сумщини XVII  — XXI ст..